# Giuseppe Meazza
Giuseppe Meazza (Milão, 23 de agosto de 1910 — Lissone, 21 de agosto de 1979) foi um treinador e futebolista italiano que atuava como atacante, considerado um dos melhores futebolistas italianos de todos os tempos. Para alguns especialistas, o maior.
Com a Seleção Italiana foi campeão mundial em 1934 (onde foi eleito o melhor jogador da competição) e 1938 (como capitão da equipe), sendo um dos dois únicos titulares em ambos os títulos (ao lado de Giovanni Ferrari), detendo por quarenta anos o recorde de artilharia pela Azzurra.
Meazza jogou nos três maiores clubes italianos, o que inclui os dois de sua cidade-natal, Internazionale e Milan, além da Juventus, de Turim. Nas rivalidades envolvendo o trio, destacou-se como o maior artilheiro do clássico entre Inter e Juventus (doze gols), embora tal rivalidade só tenha florescido na década de 1960; e segundo maior artilheiro do clássico de Milão (treze gols, apenas um a menos que o do recordista Andriy Shevchenko. Durante o século XX, Meazza foi o maior). Foi apenas o segundo a jogar em todos esses três times e um dos cinco que pertenceram ao trio durante o século XX, quantidade que à altura de 2017 continuava seleta (apenas onze).
Mesmo tendo passado pelos dois maiores rivais da Inter, tem sua imagem clubística mais apegada à equipe azul e preta, da qual ainda é o maior artilheiro. Considera-se Meazza o segundo maior jogador da história interista, abaixo somente do longevo Javier Zanetti. O estádio da cidade de Milão, o San Siro, que também é o maior estádio do país, leva oficialmente o nome do craque da década de 1930. A mudança ocorreu em 28 de outubro de 1979, justamente no primeiro clássico entre Internazionale e Milan após a morte de Meazza.
Marcou época também por suas fintas; sua jogada característica era provocar os goleiros adversários quando ficava sozinho de frente para eles, chamando-os em sua direção, para driblá-los e completar para o gol vazio. Além dos dribles, também tinha uma finalização precisa; mesmo atualmente, um gol concluído após jogada individual no qual o jogador livra-se do goleiro e de outros adversários é chamado na Itália de "gol à Meazza". Similarmente, o tempo em que jogou costuma ser referido como "os anos Meazza" pelos italianos. Fora dos campos, era vaidoso, bon-vivant e boêmio, chegando a frequentar bordéis horas antes de algumas partidas.

## Carreira em clubes

### Um símbolo na Inter
Aos dezessete anos, começou a carreira, na Internazionale. Logo o centroavante firmou-se como titular, sendo artilheiro do campeonato na temporada 1929–30, com 31 gols, e o clube, campeão pela primeira vez do campeonato na era profissional, no formato da Serie A. Voltaria a ser artilheiro nas temporadas 1935–36 e 1937–38, temporada esta em que foi novamente campeão. Nesse período, foi um dos únicos presentes em ambos os títulos da Seleção Italiana no bicampeonato seguido da Copa do Mundo FIFA. Na época, por pressão fascista, a Internazionale, cujo nome era visto como possível referência à Internacional Comunista, precisou chamar-se Ambrosiana a partir de 1929, e de Ambrosiana-Inter a partir de 1931.
O grande adversário da época, impedindo que Meazza acumulasse mais títulos em tempos de poucos torneios internacionais de clubes, era a Juventus, pentacampeã italiana na década de 1930. A rivalidade entre os dois clubes só cresceria a partir da década de 1960, mas Meazza está nos registros do chamado Derby D'Italia por ser o primeiro dos três jogadores que já conseguiram marcar três gols em um só encontro entre os dois (Franco Causio e Alessandro Altobelli foram os outros), em um 4 a 0 na vitoriosa temporada 1935–36. Dos doze gols que Meazza fez nesse duelo, dez foram pela Inter. Ele ainda é o maior artilheiro do clássico, ao lado de Roberto Boninsegna, que também jogou pelos dois.
Meazza também destacou-se no clássico entre Internazionale o Milan, com doze gols acumulados pelos dois lados, sobretudo pela Inter, sendo o maior artilheiro da rivalidade milanesa até ser superado em um gol por Andriy Shevchenko. Ele iria ao Milan em 1940, após a conquista de novo título italiano com a Inter. Meazza já não vinha jogando regularmente nos nerazzurri; lesões lhe tiravam o espaço da equipe desde a temporada anterior, com seu pé esquerdo tendo problemas de fluxo sanguíneo. Chegou a passar um ano inteiro parado até ter sua saída decretada. Ganhou ainda a primeira Copa da Itália interista, em 1939.

### Em outras equipes
Deixou a equipe, mas não saiu de Milão, uma vez que se transferiu para o arquirrival Milan, então chamado Milano também por orientação fascista, que pregava o nacionalismo da língua italiana (o termo "Milan" vem da língua inglesa, idioma dos fundadores do clube). Meazza foi rossonero por duas temporadas, mas não conseguiu títulos: no máximo, um vice na Copa da Itália de 1942, perdida contra um antigo rival dos tempos de Inter, a Juventus. Foram apenas nove gols, sem conseguir êxito na outra força milanesa.
Para a própria Juventus iria em seguida, ficando a temporada de 1942–43 na equipe bianconera, conseguindo razoáveis 10 gols em 27 partidas do campeonato italiano, mas sem conquistá-lo. A Segunda Guerra Mundial, a interromper o campeonato com o agravamento do conflito em solo italiano, também brecou sua recuperação. No ano de 1944, jogou por uma equipe dos arredores de Milão, o Varese, onde manteve a média de gols. A temporada 1945–46 o viu novamente vestir um uniforme nerazzurro, mas o da Atalanta, onde já demonstrou sinais de decadência. Atuou simultaneamente como jogador e técnico da equipe de Bérgamo.
A temporada seguinte, a de 1946–47, foi a sua última, jogando novamente pela sua querida Internazionale, que recuperara o nome original após a queda do fascismo na Segunda Guerra Mundial. Também atuou como técnico, permanecendo exclusivamente na nova função até a temporada seguinte.

## Seleção Italiana

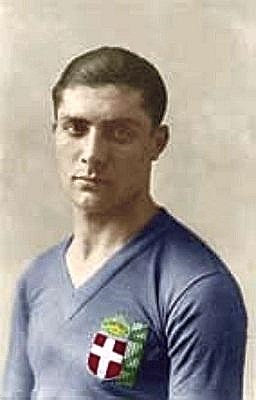
Meazza retratado entre 1930 e 1933 com a camisa da Itália.

Meazza estreou pela Itália em 1930, logo marcando dois gols, na partida contra a Suíça. Eles seriam essenciais em sua afirmação, pois o técnico Vittorio Pozzo o escalara no lugar de Attila Sallustro, ídolo do Napoli, fazendo com que três mil napolitanos indignados se prestassem a ir a Roma ver a partida apenas para vaiar o novato toda vez que ele tocasse na bola. Após sair perdendo por 2-0, os italianos viraram a partida com Meazza marcando os dois últimos gols.
Em 1933, o até então centroavante Meazza foi recuado por Pozzo para a posição de meia, ideia que se mostrou produtiva: na Copa do Mundo de 1934, a primeira jogada pela Azzurra, que também foi a anfitriã, o país foi campeão com Meazza no meio e o artilheiro Angelo Schiavio na frente.
Mesmo recuado, anotou duas vezes na Copa: na estreia, em que os italianos massacraram por 7-1 os Estados Unidos; e no jogo-desempate das quartas-de-final, contra a forte Espanha. A partida extra era a regra prevista na época para decidir jogos empatados após prorrogação: no primeiro jogo contra os espanhóis, o resultado em 1-1 prolongou-se até o fim dos 120 minutos, sendo bastante extenuante para Meazza, que desmaiou após a partida.
Mesmo saído carregado, voltou a campo no dia seguinte, quando realizou-se o jogo-desempate. E foi dele o gol salvador, em cabeçada indefensável para o goleiro Joan Josep Nogués, em lance de muita malandragem: embora não lhe faltasse impulsão apesar da baixa estatura, apoiou-se nas costas de um colega para conseguir cabecear. O gol foi o único da nova partida, permitindo aos italianos avançar no torneio.
Naquele mesmo ano, os italianos foram convidados pela Seleção Inglesa para um embate. Isto fazia parte da mentalidade inglesa: a seleção recusava-se a jogar mundiais, proclamando-se a melhor do mundo e convidando adversários que se declarassem os melhores. As contínuas derrotas dos oponentes mantiveram essa postura, que só viria a se alterar após as derrota de 6 a 3 em Wembley para os "mágicos magiares" da Hungria no início da década de 1950, no que foi a primeira derrota inglesa em casa para equipes não-britânicas. Nesse contexto, Meazza e os italianos conseguiram um resultado honroso para a época: a Inglaterra abriu 3 a 0 no primeiro tempo. No segundo, Meazza, mesmo em um gramado lamacento ocasionado pela chuva no estádio de Highbury, diminuiu a contagem para 3 a 2, e só não empatou por causa da trave.
Quatro anos depois, o craque participou da segunda Copa da Seleção Italiana, agora como capitão do elenco. No mundial de 1938, Meazza marcou um único gol, de pênalti: foi nas semifinais, contra o Brasil, convertendo a famosa penalidade ocasionada pela falta de Domingos da Guia em Silvio Piola mesmo com um curioso contratempo: quando estava pronto para chutar, o cordão que segurava sua calça rompeu-se. Como não havia tempo para trocá-lo, Meazza cobrou o pênalti segurando o calção com a mão direita, desajeitado, para os risos da plateia.
Posteriormente, na vitoriosa final contra os húngaros, era, ao lado de seu colega de Ambrosiana-Inter Giovanni Ferrari, um dos dois únicos remanescentes dos jogadores que participaram da final de 1934. Teve participação decisiva no segundo gol italiano: recebeu a bola do próprio Ferrari na grande área, fintou seu marcador e serviu para Silvio Piola, da marca do pênalti, marcar.
A atuação acabaria manchada para o público, após o fim do jogo: antes e depois de receber a Taça Jules Rimet do então presidente da França, Albert Lebrun, Meazza fez a saudação fascista, não se intimidando com as vaias do estádio. Até hoje, é o único capitão da equipe campeã de uma Copa que foi vaiado ao receber o troféu. A Azzurra já havia escandalizado os franceses quando enfrentou a própria Seleção Francesa, nas quartas-de-final: como a anfitriã França também usa azul, a Itália jogou com seu uniforme secundário, utilizando vestimentas pretas, a cor-símbolo do fascismo. Na ocasião, Meazza e os demais jogadores ainda cumprimentaram as tribunas com a saudação fascista antes da partida, também recebendo assobios da torcida.
Meazza fez sua última partida pela Itália no ano seguinte. Despediu-se como o maior artilheiro da Azzurra, com 33 gols, só tendo sido superado posteriormente por Luigi Riva, cerca de quarenta anos depois.

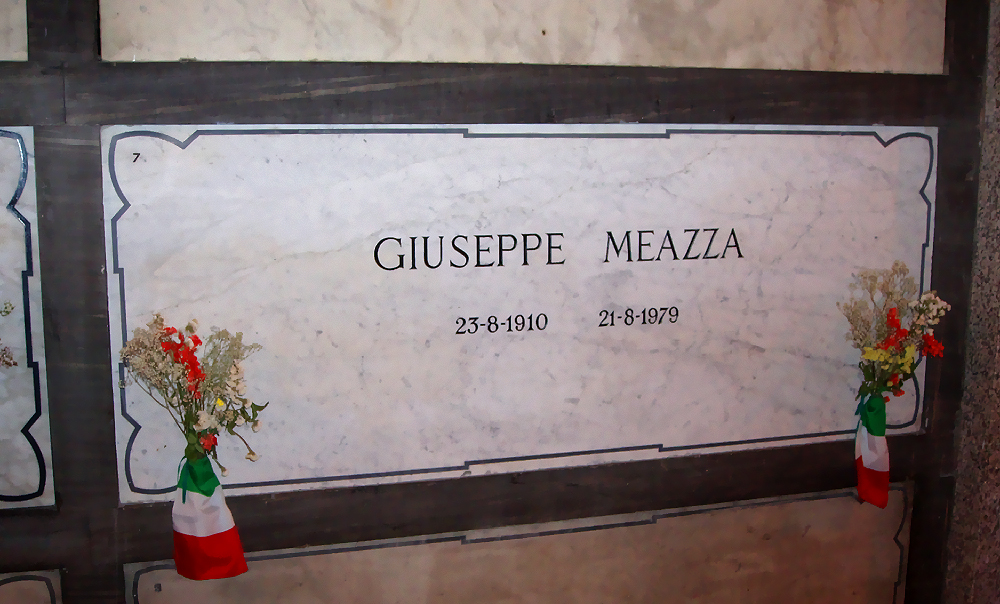
Túmulo de Meazza.

### Após parar
Ele, que tivera experiências como treinador no final da carreira de futebolista, seguiu por um tempo na nova função, chegando a treinar a Seleção Italiana e a equipe turca do Beşiktaş. Foi um dos primeiros italianos a treinar equipes estrangeiras. Como técnico na Internazionale, descobriu Sandro Mazzola, grande artilheiro do clube na década de 1960.
Meazza faleceu em 1979, a dois dias de completar 69 anos. O Estádio San Siro, de Milão e o maior do país, foi imediatamente rebatizado Stadio Giuseppe Meazza, em homenagem justa a um dos maiores jogadores italianos da primeira metade do século XX e um dos mais célebres a ter jogado nas duas grandes equipes da cidade, onde ele também nasceu. A mudança foi oficializada exatamente no primeiro clássico entre Internazionale e Milan após a morte do ídolo. É comum ser divulgado que, por ter Meazza se destacado mais na Inter, é pela torcida interista que o estádio é mais comumente chamado pelo nome oficial, ao passo que os milanistas em geral ainda preferem usar o nome "San Siro" para referir-se ao estádio.
Há, porém, quem tenha desmistificado um pouco essa versão para o uso difundido do "nome duplo", sustentando que na realidade apenas uma pequena e mais fanática parcela dos torcedores da Inter usam o nome oficial; segundo tal apuração, a maioria da própria torcida nerazzurra não é intransigente e usa cotidianamente o nome popular de "San Siro", o que seria até motivo de mágoa para a família do ex-jogador perante torcida e imprensa.

## Estatísticas

### Clubes
| Equipe            | Temporada         | Campeonato nacional | Campeonato nacional | Copa nacional | Copa nacional | Competições continentais¹ | Competições continentais¹ | Total | Total |
| Equipe            | Temporada         | Jogos               | Gols                | Jogos         | Gols          | Jogos                     | Gols                      | Jogos | Gols  |
| ----------------- | ----------------- | ------------------- | ------------------- | ------------- | ------------- | ------------------------- | ------------------------- | ----- | ----- |
| Internazionale    | 1927–28           | 33                  | 12                  | –             | –             | –                         | –                         | 32    | 12    |
| Internazionale    | 1928–29           | 29                  | 33                  | –             | –             | –                         | –                         | 29    | 33    |
| Internazionale    | 1929–30           | 33                  | 31                  | –             | –             | –                         | –                         | 33    | 31    |
| Internazionale    | 1930–31           | 34                  | 24                  | –             | –             | 6                         | 7                         | 40    | 31    |
| Internazionale    | 1931–32           | 28                  | 21                  | –             | –             | –                         | –                         | 28    | 21    |
| Internazionale    | 1932–33           | 32                  | 20                  | –             | –             | –                         | –                         | 32    | 20    |
| Internazionale    | 1933–34           | 32                  | 21                  | –             | –             | 6                         | 5                         | 38    | 26    |
| Internazionale    | 1934–35           | 30                  | 19                  | –             | –             | 2                         | 3                         | 32    | 22    |
| Internazionale    | 1935–36           | 29                  | 25                  | 2             | 1             | 2                         | 2                         | 33    | 28    |
| Internazionale    | 1936–37           | 26                  | 11                  | 4             | 3             | 6                         | 10                        | 36    | 24    |
| Internazionale    | 1937–38           | 26                  | 20                  | 4             | 8             | –                         | –                         | 30    | 28    |
| Internazionale    | 1938–39           | 16                  | 4                   | 6             | 0             | 4                         | 2                         | 26    | 6     |
| Internazionale    | 1939–40           | –                   | –                   | –             | –             | 1                         | 0                         | 1     | 0     |
| Internazionale    | Total             | 348                 | 241                 | 16            | 12            | 27                        | 29                        | 391   | 282   |
| Milan             | 1940–41           | 14                  | 6                   | 1             | 0             | –                         | –                         | 15    | 6     |
| Milan             | 1941–42           | 23                  | 3                   | 4             | 2             | –                         | –                         | 27    | 5     |
| Milan             | Total             | 37                  | 9                   | 5             | 2             | –                         | –                         | 42    | 11    |
| Juventus          | 1942–43           | 27                  | 10                  | –             | –             | –                         | –                         | 27    | 10    |
| Juventus          | Total             | 27                  | 10                  | –             | –             | –                         | –                         | 27    | 10    |
| Varese            | 1944              | 20                  | 7                   | –             | –             | –                         | –                         | 20    | 7     |
| Varese            | Total             | 20                  | 7                   | –             | –             | –                         | –                         | 20    | 7     |
| Atalanta          | 1945–46           | 14                  | 2                   | –             | –             | –                         | –                         | 14    | 2     |
| Atalanta          | Total             | 14                  | 2                   | –             | –             | –                         | –                         | 14    | 2     |
| Internazionale    | 1946–47           | 17                  | 2                   | –             | –             | –                         | –                         | 17    | 2     |
| Internazionale    | Total             | 17                  | 2                   | –             | –             | –                         | –                         | 17    | 2     |
| Total na Carreira | Total na Carreira | 463                 | 271                 | 21            | 14            | 27                        | 29                        | 511   | 314   |

¹Na categoria Competições europeias estão incluídos jogos da Copa Mitropa

### Seleção Italiana
| Ano   |       |      |
| Ano   | Jogos | Gols |
| ----- | ----- | ---- |
| 1930  | 5     | 6    |
| 1931  | 6     | 5    |
| 1932  | 4     | 2    |
| 1933  | 5     | 5    |
| 1934  | 9     | 7    |
| 1935  | 3     | 2    |
| 1936  | 4     | 2    |
| 1937  | 5     | 1    |
| 1938  | 6     | 3    |
| 1939  | 6     | 0    |
| Total | 53    | 33   |

## Títulos
Internazionale
- Campeonato Italiano: 1929–30, 1937–38 e 1939–40
- Copa da Itália: 1938–39

Seleção Italiana
- Copa do Mundo FIFA: 1934 e 1938
- Copa Internacional da Europa Central: 1930 e 1935

Prêmios individuais
- Melhor jogador da Copa do Mundo FIFA: 1934
- Equipe Ideal da Copa do Mundo FIFA: 1934, 1938
- 21.º melhor jogador de futebol do século XX da IFFHS
- Seleção Italiana de Todos os Tempos (IFFHS)[24]

### Artilharias
- Campeonato Italiano: 1928–29 (38 gols), 1929–30 (31 gols), 1935–36 (25 gols) e 1937–38 (20 gols)
- Copa Mitropa: 1930 (7 gols), 1933 (5 gols) e 1936 (10 gols)